# Plautus
Titus Maccius Plautus, oftest blot benævnt Plautus, født omkring 254 f.Kr. i Sarsina, Umbrien, død omkring 184 f.Kr. (sandsynligvis i Rom), var en romersk komedieforfatter, hvis komedier forblev populære i flere hundrede år efter hans død.
Plautus' komedier er blandt de tidligste intakte værker i den latinske litteratur og er hovedkilden til det såkaldte arkaiske latin. Han menes at have skrevet 130 stykker, hvoraf de 20 er bevarede, bl.a. Den stortalende soldat, Den gerrige og Spøgelseshuset.
Plautus var en af de tidligste pionerer inden for musikteater. Hans genre kaldes ny komedie, og stykkerne er skrevet i en græsk kontekst. Det er psykologiske intrigekomedier, karakterstykker, hvor personerne ofte står i modsætningsforhold til hinanden. Det er ofte bearbejdede udgaver af græske originalstykker, nu tabte i deres græske form, hvor Plautus bl.a. har tilføjet mere humor til stykkerne.
Flere senere europæiske komediedigtere, bl.a. Molière og Ludvig Holberg, lod sig inspirere af Plautus, og nogle omskrev hans stykker. F.eks. reviderede Molière Plautus' stykke Amphitryon.